# Olympische Sommerspiele 2016/Leichtathletik – 10.000 m (Männer)

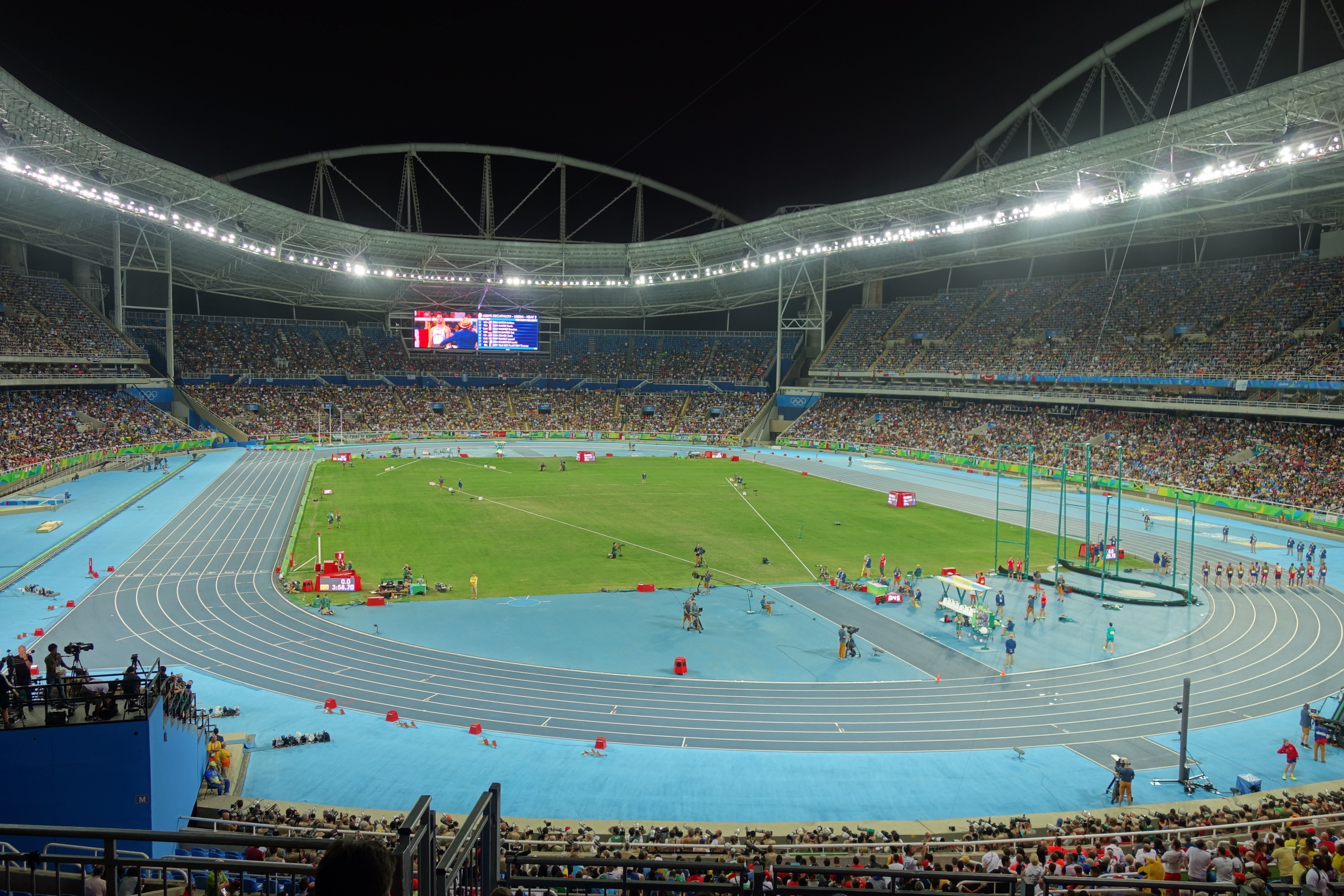
Innenraum des Estádio Olímpico João Havelange während der Spiele von Rio

Der 10.000-Meter-Lauf der Männer bei den Olympischen Spielen 2016 in Rio de Janeiro wurde am 13. August 2016 im Estádio Olímpico João Havelange ausgetragen. 34 Athleten nahmen teil.
Olympiasieger wurde der Brite Mo Farah. Die Silbermedaille gewann der Kenianer Paul Tanui. Bronze ging an den Äthiopier Tamirat Tola.
Athleten aus Deutschland, der Schweiz, Österreich und Liechtenstein nahmen nicht teil.

## Aktuelle Titelträger
| Olympiasieger                         | Mo Farah ( Großbritannien)      | 27:30,42 min | London 2012    |
| Weltmeister                           | Mo Farah ( Großbritannien)      | 27:01,13 min | Peking 2015    |
| Europameister                         | Polat Kemboi Arıkan ( Türkei)   | 28:18,52 min | Amsterdam 2016 |
| Nord-/Zentralamerika-/Karibik-Meister | Lopez Lomong ( USA)             | 29:49,03 min | San José 2015  |
| Südamerika-Meister                    | Bayron Piedra ( Ecuador)        | 28:30,80 min | Lima 2015      |
| Asienmeister                          | El Hassan el-Abbassi ( Bahrain) | 28:50,71 min | Wuhan 2015     |
| Afrikameister                         | Stephen Mokoka ( Südafrika)     | 28:02,97 min | Durban 2016    |
| Ozeanienmeister                       | Matthew Dryden ( Neuseeland)    | 34:18,41 min | Cairns 2015    |

## Bestehende Rekorde
| Weltrekord         | Kenenisa Bekele ( Äthiopien) | 26:17,53 min | Brüssel, Belgien                      | 26. August 2005 |
| Olympischer Rekord | Kenenisa Bekele ( Äthiopien) | 27:01,17 min | Finale OS Peking, Volksrepublik China | 17. August 2008 |

Der bestehende olympische Rekord wurde bei diesen Spielen nicht erreicht. Die Siegeszeit des britischen Olympiasiegers Mo Farah im Rennen am 20. August betrug 27:05,17 min, womit er den Rekord nur knapp um genau vier Sekunden verfehlte. Zum Weltrekord fehlten ihm 43,64 Sekunden.
Anmerkung:
Alle Zeitangaben sind auf die Ortszeit Rio (UTC-3) bezogen.

## Resultat

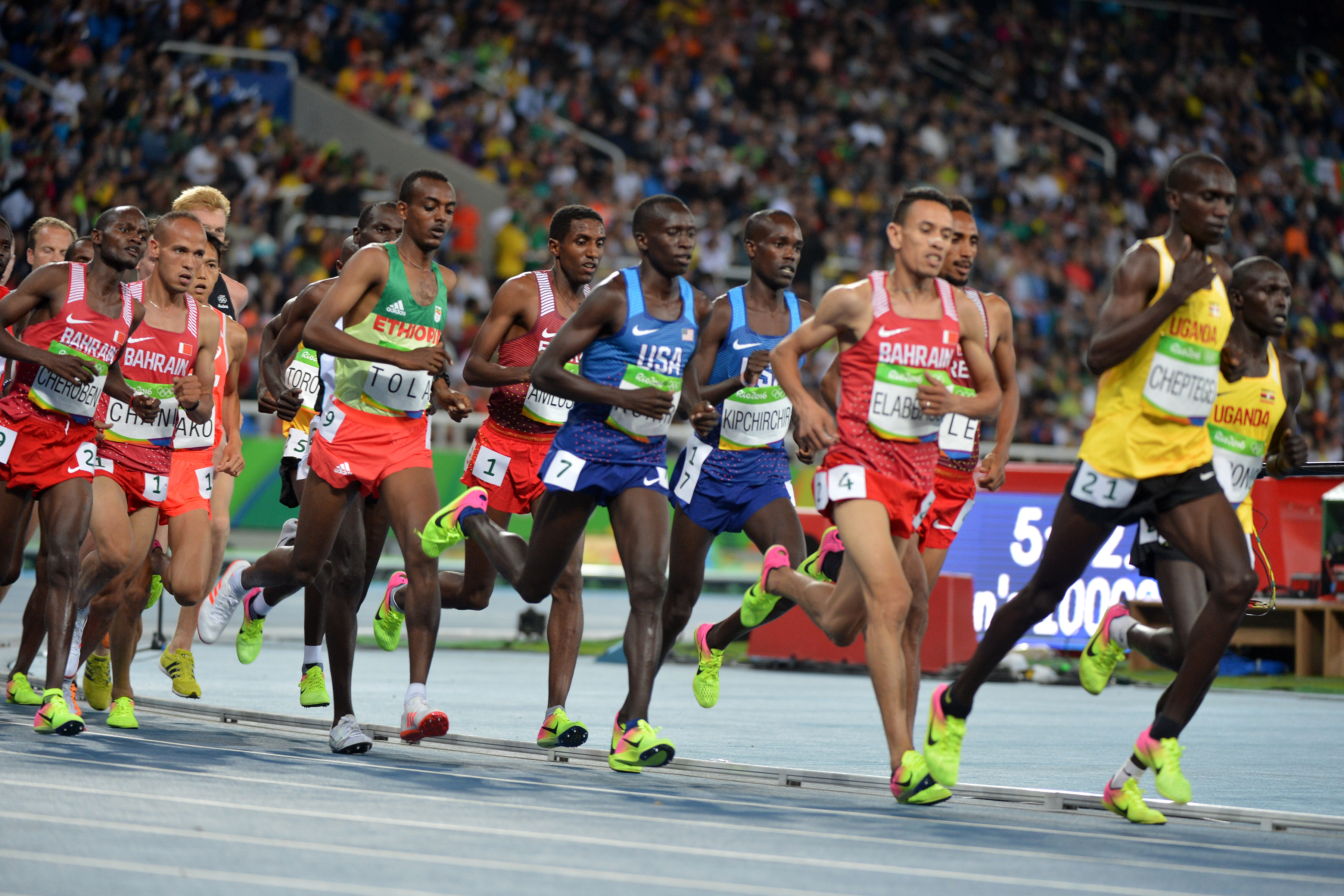
Finalszene (v. l. n. r.): Abraham Cheroben, Hassan Chani, Tamirat Tola, Nguse Amlosom, Leonard Korir, Shadrak Kipchirchir,
El Hassan el-Abassi, Joshua Cheptegei, Moses Kurong

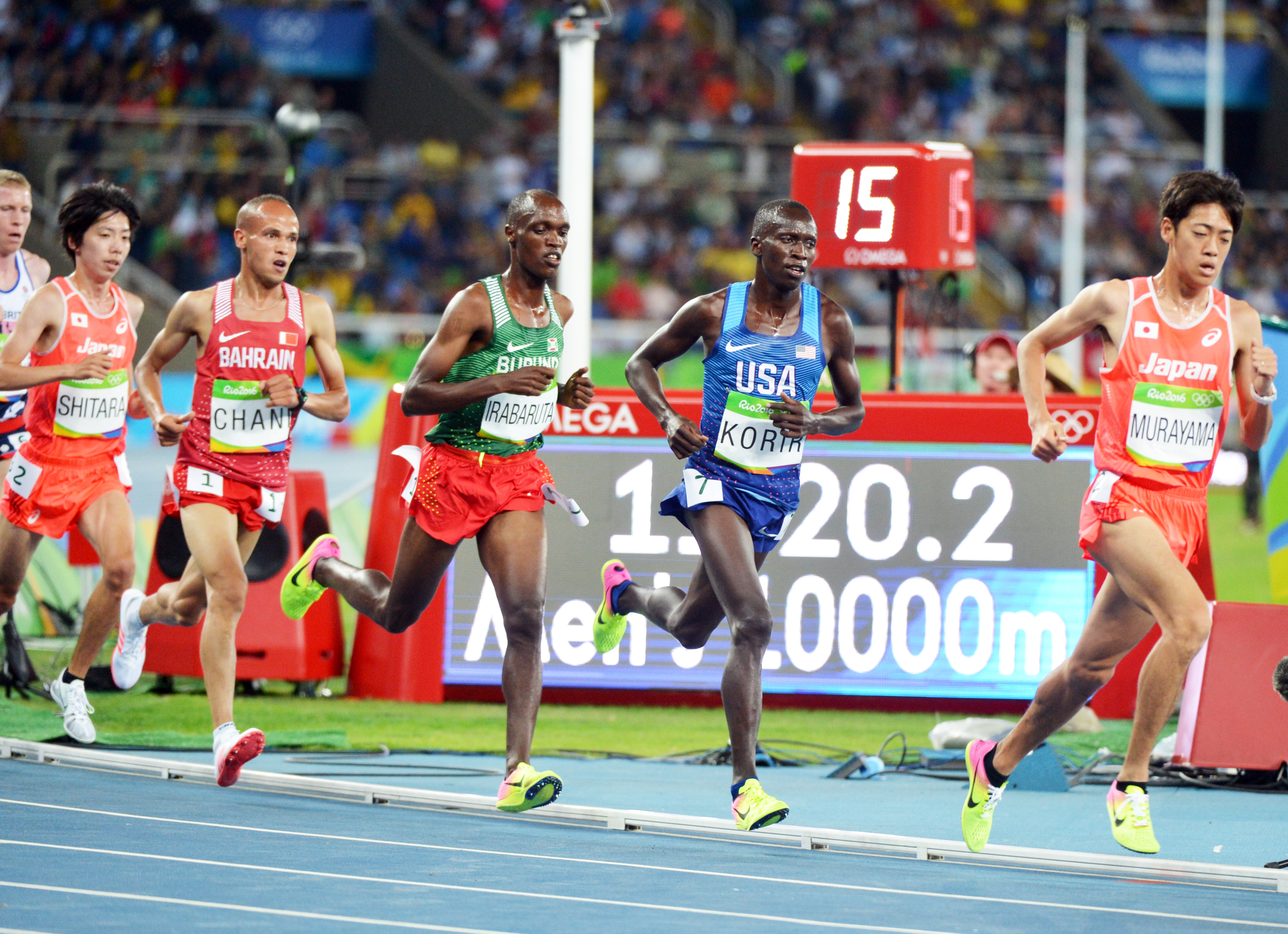
Finalszene (v. l. n. r.): Yūta Shitara, Hassan Chani, Olivier Irabaruta, Leonard Korir, Kota Murayama

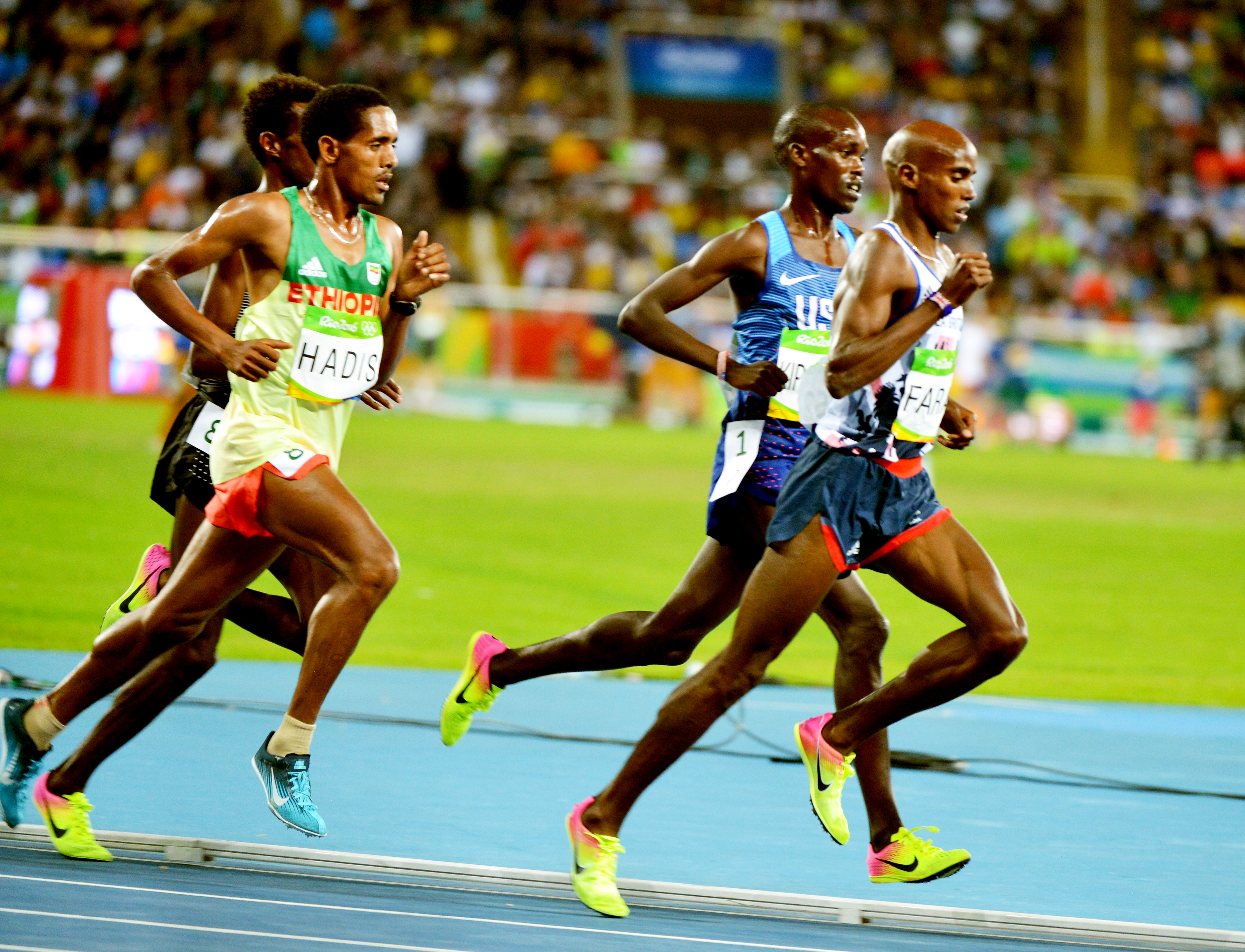
Finalszene (v. l. n. r.): Abadi Hadis, Shadrak Kipchirchir, Mo Farah

Der Wettkampf wurde ohne Qualifikation direkt in einem Finallauf durchgeführt.

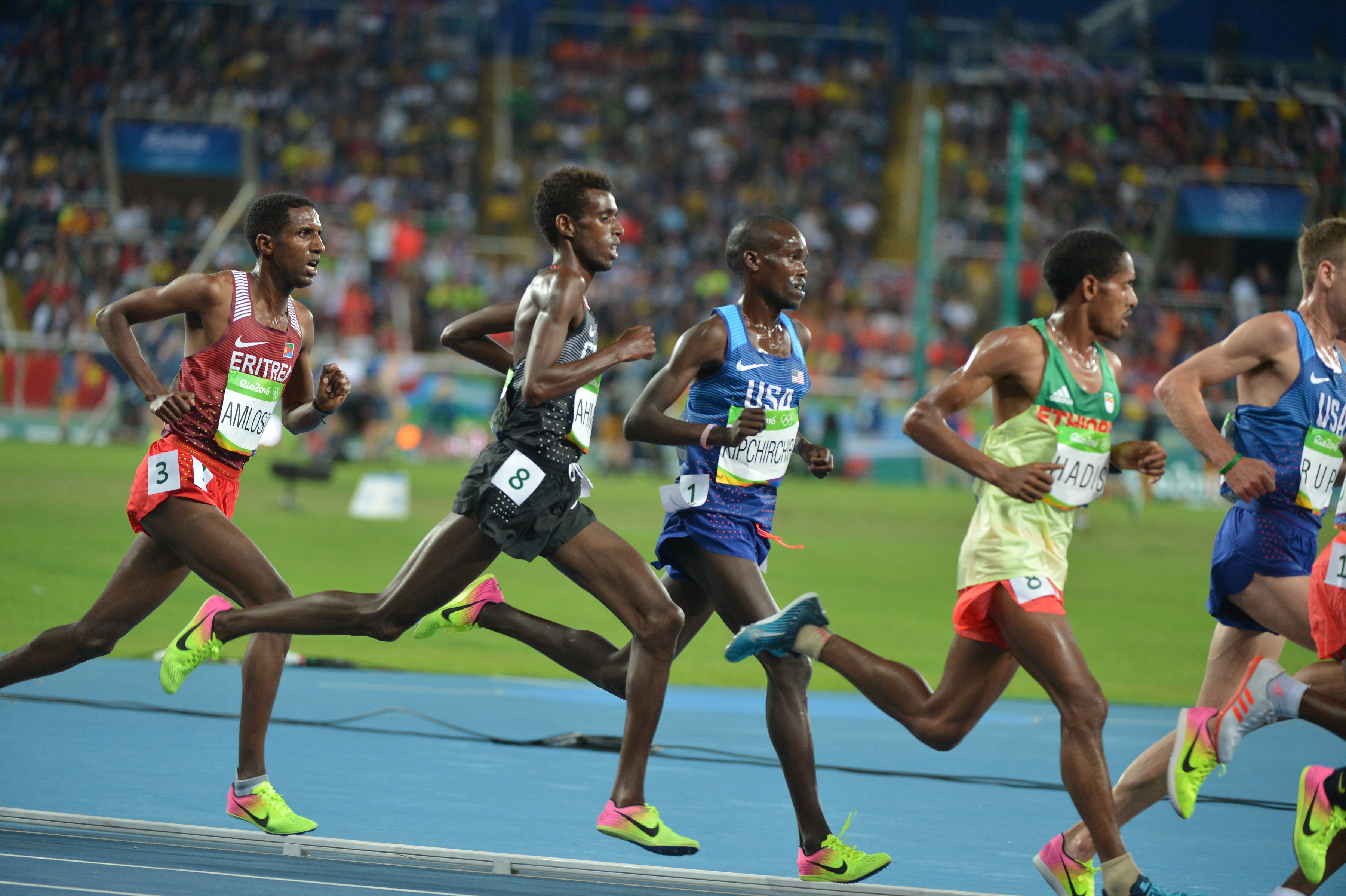
Finalszene (v. l. n. r.): Nguse Amlosom, Mohammed Ahmed, Shadrak Kipchirchir, Abadi Hadis, Galen Rupp

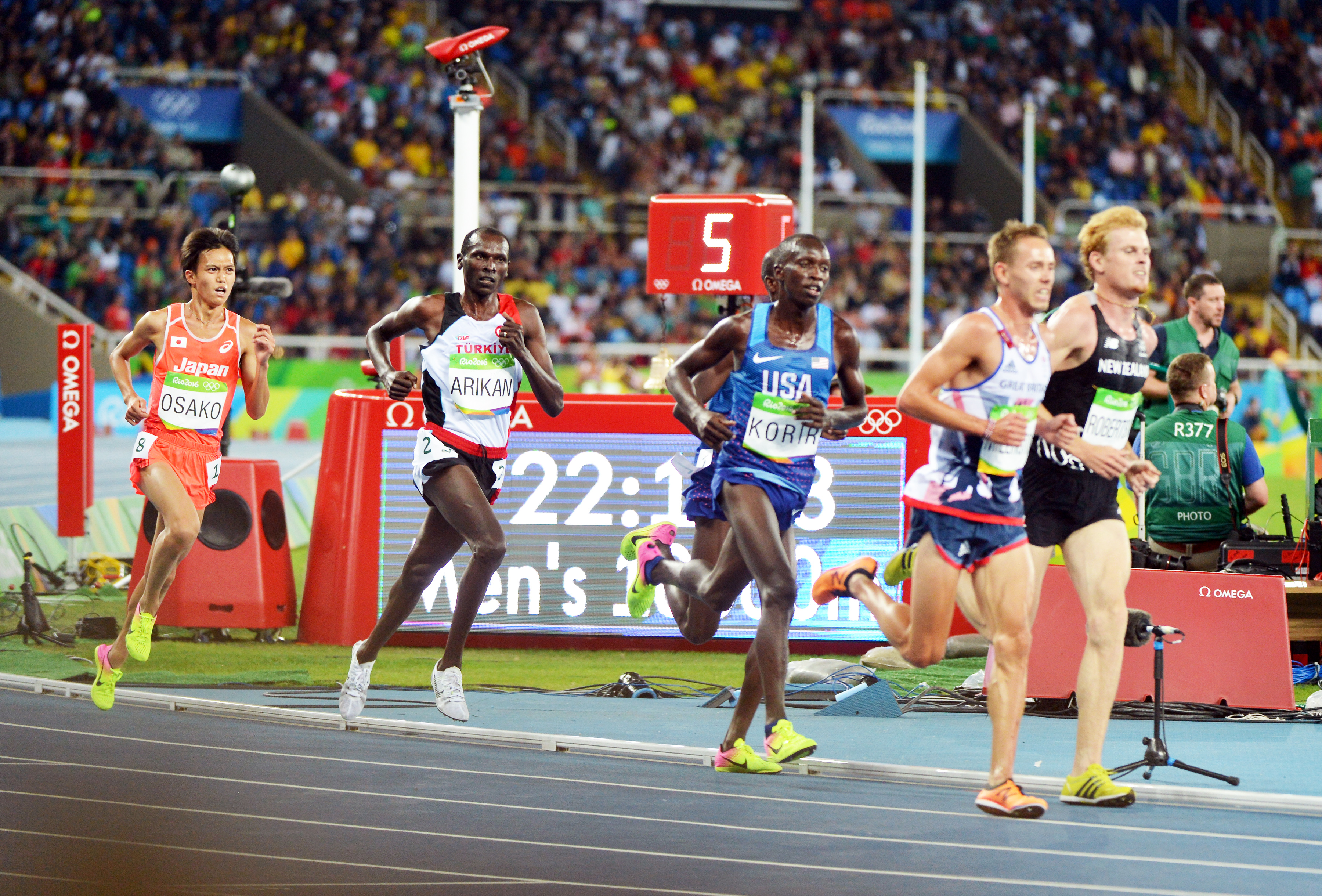
Finalszene (v. l. n. r.): Suguru Ōsako, Polat Kemboi Arıkan, Leonard Korir, Ross Millington, Zane Robertson

| Zwischenzeiten      | Zwischenzeiten | Zwischenzeiten        | Zwischenzeiten |
| Zwischenzeit- Marke | Zwischenzeit   | Führende(r)           | 1000-m-Zeit    |
| ------------------- | -------------- | --------------------- | -------------- |
| 1000 m              | 2:55,20 min    | Luis Ostos            | 2:55,20 min    |
| 2000 m              | 5:44,49 min    | Olivier Irabaruta     | 2:49,29 min    |
| 3000 m              | 8:30,70 min    | Tamirat Tola          | 2:46,21 min    |
| 4000 m              | 11:12,29 min   | Yigrem Demelash       | 2:41,59 min    |
| 5000 m              | 13:53,11 min   | Tamirat Tola          | 2:40,82 min    |
| 6000 m              | 16:37,20 min   | Paul Kipngetich Tanui | 2:44,09 min    |
| 7000 m              | 19:19,07 min   | Bedan Karoki          | 2:41,87 min    |
| 8000 m              | 22:00,83 min   | Yigrem Demelash       | 2:41,76 min    |
| 9000 m              | 24:36,95 min   | Mo Farah              | 2:36,12 min    |
| 10.000 m            | 27:05,17 min   | Mo Farah              | 2:28,22 min    |

| Platz | Name                  | Nation         | Zeit (min) | Anmerkung |
| ----- | --------------------- | -------------- | ---------- | --------- |
| 1     | Mo Farah              | Großbritannien | 27:05,17   |           |
| 2     | Paul Kipngetich Tanui | Kenia          | 27:05,64   |           |
| 3     | Tamirat Tola          | Äthiopien      | 27:06,26   |           |
| 4     | Yigrem Demelash       | Äthiopien      | 27:06,27   |           |
| 5     | Galen Rupp            | USA            | 27:08,92   |           |
| 6     | Joshua Cheptegei      | Uganda         | 27:10,06   |           |
| 7     | Bedan Karoki          | Kenia          | 27:22,93   |           |
| 8     | Zersenay Tadese       | Eritrea        | 27:23,86   |           |
| 9     | Nguse Amlosom         | Eritrea        | 27:30,79   |           |
| 10    | Abraham Cheroben      | Bahrain        | 27:31,86   |           |
| 11    | Geoffrey Kamworor     | Kenia          | 27:31,94   |           |
| 12    | Zane Robertson        | Neuseeland     | 27:33,67   | NR        |
| 13    | Polat Kemboi Arıkan   | Türkei         | 27:35,50   |           |
| 14    | Leonard Korir         | USA            | 27:35,65   |           |
| 15    | Abadi Hadis           | Äthiopien      | 27:36,34   |           |
| 16    | David McNeill         | Australien     | 27:51,71   |           |
| 17    | Suguru Ōsako          | Japan          | 27:51,94   |           |
| 18    | Stephen Mokoka        | Südafrika      | 27:54,57   |           |
| 19    | Shadrack Kipchirchir  | USA            | 27:58,32   |           |
| 20    | Bashir Abdi           | Belgien        | 28:01,49   |           |
| 21    | Luis Ostos            | Peru           | 28:02,03   |           |
| 22    | Moses Kurong          | Uganda         | 28:03,38   |           |
| 23    | Timothy Toroitich     | Uganda         | 28:04,84   |           |
| 24    | Goitom Kifle          | Eritrea        | 28:15,99   |           |
| 25    | Andrew Vernon         | Großbritannien | 28:19,36   |           |
| 26    | El Hassan el-Abbassi  | Bahrain        | 28:20,17   |           |
| 27    | Olivier Irabaruta     | Burundi        | 28:32,75   |           |
| 28    | Ben St. Lawrence      | Australien     | 28:46,32   |           |
| 29    | Yūta Shitara          | Japan          | 28:55,23   |           |
| 30    | Kōta Murayama         | Japan          | 29:02,51   |           |
| 31    | Ross Millington       | Großbritannien | 29:14,95   |           |
| 32    | Mohammed Ahmed        | Kanada         | 29:32,84   |           |
| DNF   | Hassan Chani          | Bahrain        |            |           |
| DNF   | Ali Kaya              | Türkei         |            |           |

## Das Rennen
Der britische Doppelolympiasieger von 2012 über 5000 und 10.000 Meter Mo Farah hatte als Doppelweltmeister über die beiden Bahnlangstrecken von 2013 und 2015 auch hier wieder die klare Favoritenrolle inne. Seine stärksten Gegner kamen aus den afrikanischen Ländern Kenia, Äthiopien und Eritrea. Vor allem die drei bei den letzten Weltmeisterschaften hinter Farah platzierten Kenianer Geoffrey Kamworor, Paul Tanui und Bedan Karoki hatten große Ambitionen, den Briten diesmal zu schlagen. Auch Farahs US-amerikanischer Trainingskollege Galen Rupp war wieder stark einzuschätzen.
Farah reihte sich in den ersten Runden wie von ihm gewohnt im Feld mit Kontakt zur Spitze ein. Die ersten tausend Meter wurden mit 2:55,20 min zurückhaltend gelaufen. Anschließend zogen die Läufer das Tempo immer mehr an. Nach drei Kilometern übernahmen die Äthiopier Tamirat Tola und Yigrem Demelash die Führungsarbeit. Über viele Runden arbeiteten diese beiden mit Wechseln an der Spitze zusammen und hielten das Tempo hoch. Die 1000-Meter-Abschnitte zwischen Kilometer drei und acht wurden in Zeiten von jeweils nur knapp über 2:40 min absolviert. Die Kenianer Tanui und Kamworor waren die ersten Verfolger der Äthiopier. Auch Farah gehörte dieser Spitzengruppe an. Kurz vor der Hälfte des Rennens kam er zu Fall, rappelte sich jedoch schnell wieder hoch und konnte das Rennen problemlos fortsetzen.
Auf dem vorletzten Kilometer wurde das Rennen noch schneller, die Führungsgruppe bestand auf den letzten Runden noch aus den sechs Läufern Tanui, Tola, Demelash, Farah, Rupp und Joshua Cheptegei aus Uganda. Tausend Meter vor Schluss ergriff Farah erstmals die Initiative und erhöhte das Tempo entscheidend. Cheptegei musste nun abreißen lassen.
Auf der Gegengeraden der Schlussrunde startete Tanui einen Angriff, das hohe Tempo sprengte die Führungsgruppe. Nur Farah blieb dem Kenianer auf den Fersen, dahinter riss jetzt eine Lücke auf. Auf der Zielgeraden zog Farah mit seinem starken Schlussspurt an Tanui vorbei und gewann damit seine dritte Goldmedaille insgesamt, die erste hier in Rio. Der WM-Dritte Paul Tanui errang Silber, Bronze ging Tamirat Tola vor Yigrem Demelash und Galen Rupp. Joshua Cheptegei belegte Rang sechs, Bedan Karoki wurde Siebter vor Zersenay Tadese aus Eritrea.
Nur um genau vier Sekunden verfehlte Mo Farah mit seiner Siegerzeit Kenenisa Bekeles olympischen Rekord von 2008. Den letzten Kilometer hatte der Brite in 2:28,22 min zurückgelegt.

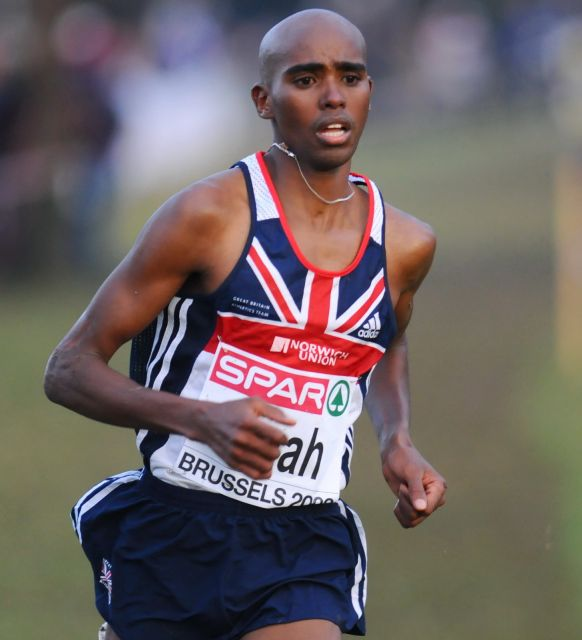
Olympiasieger Mo Farah
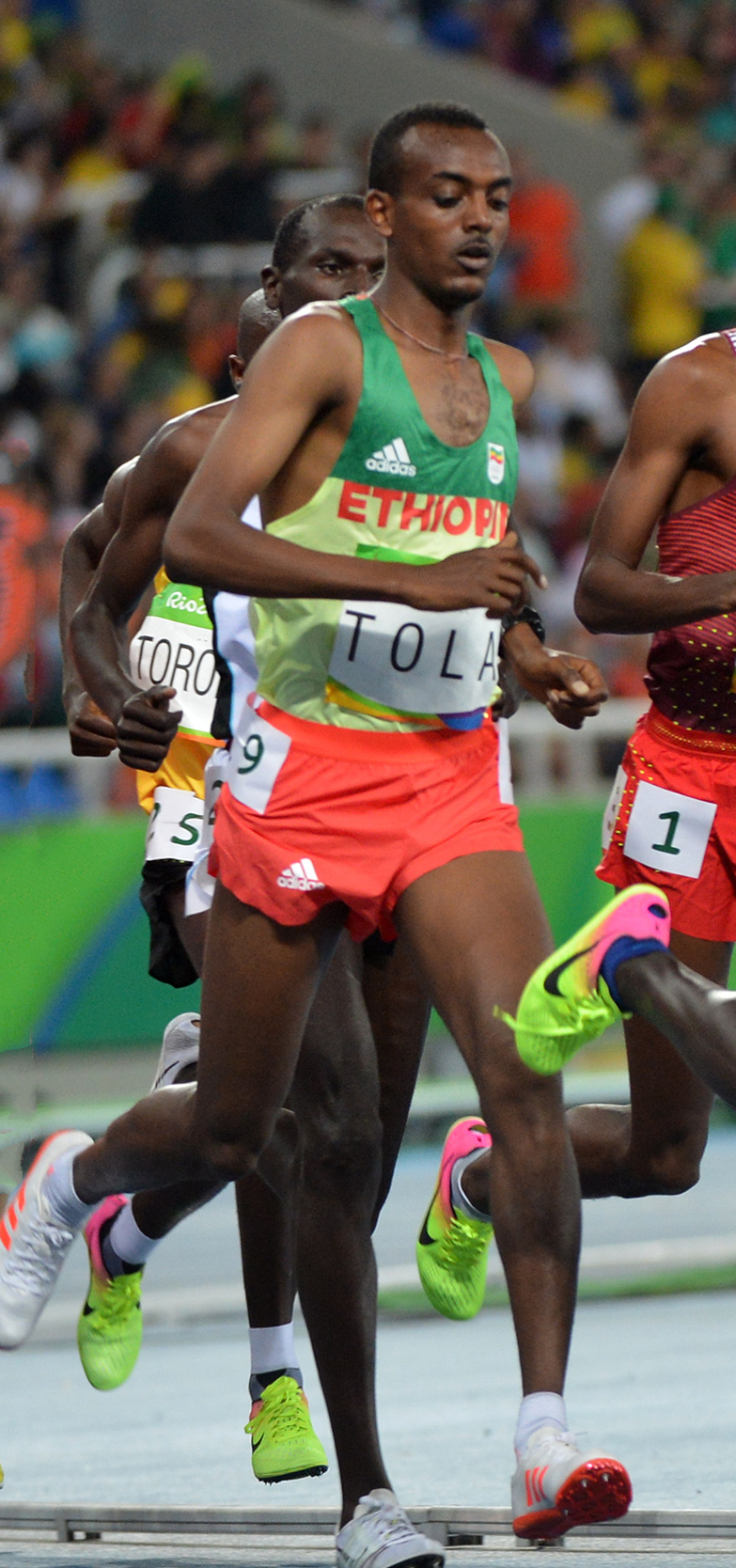
Bronzemedaillengewinner Tamirat Tola
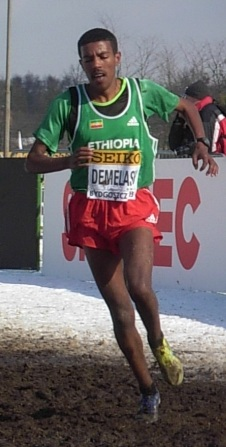
Yigrem Demelash verpasste als Vierter nur knapp eine Medaille
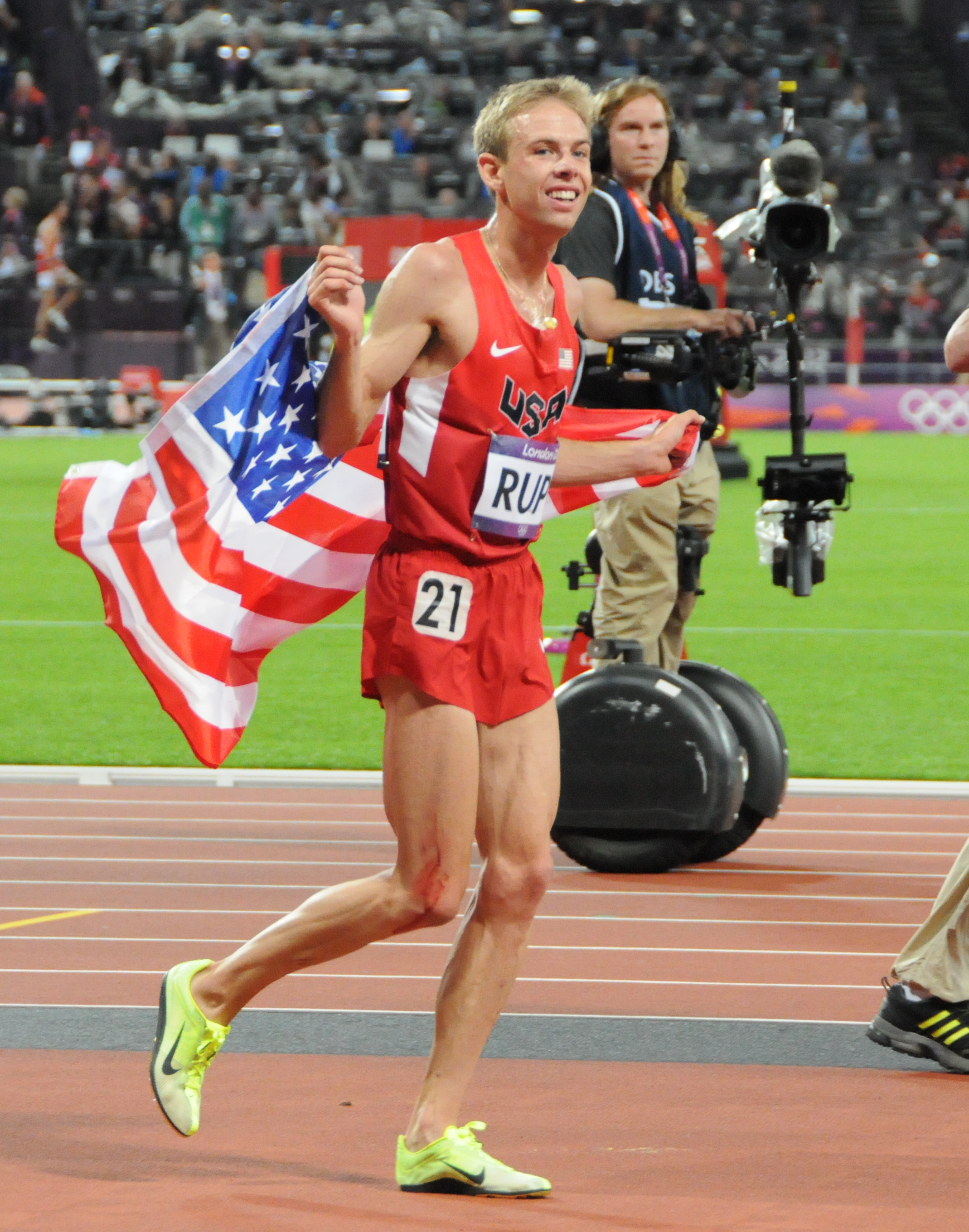
Galen Rupp belegte Rang fünf

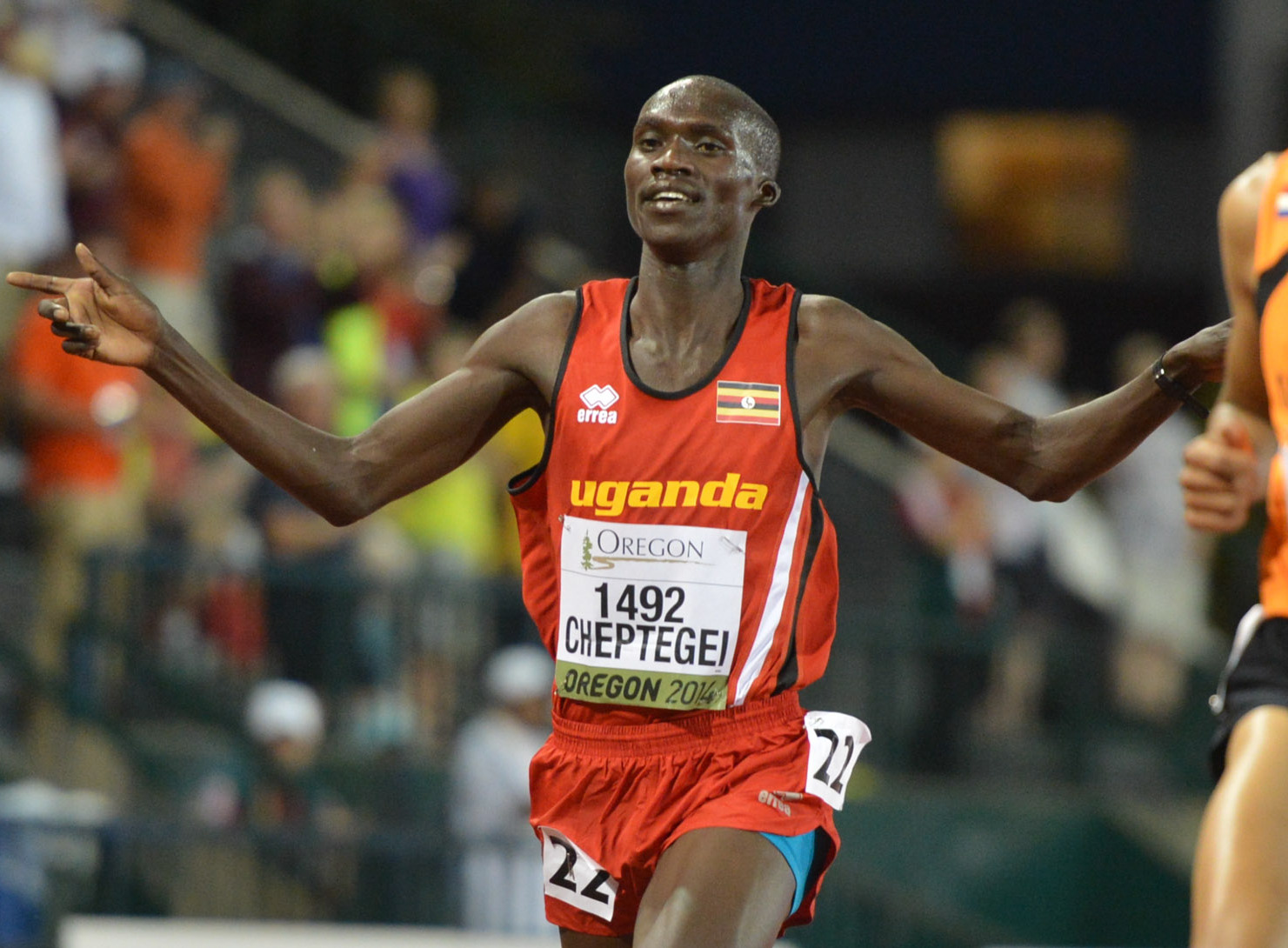
Erst kurz vor Schluss verlor Joshua Cheptegei den Kontakt zur Spitze und wurde am Ende Sechster
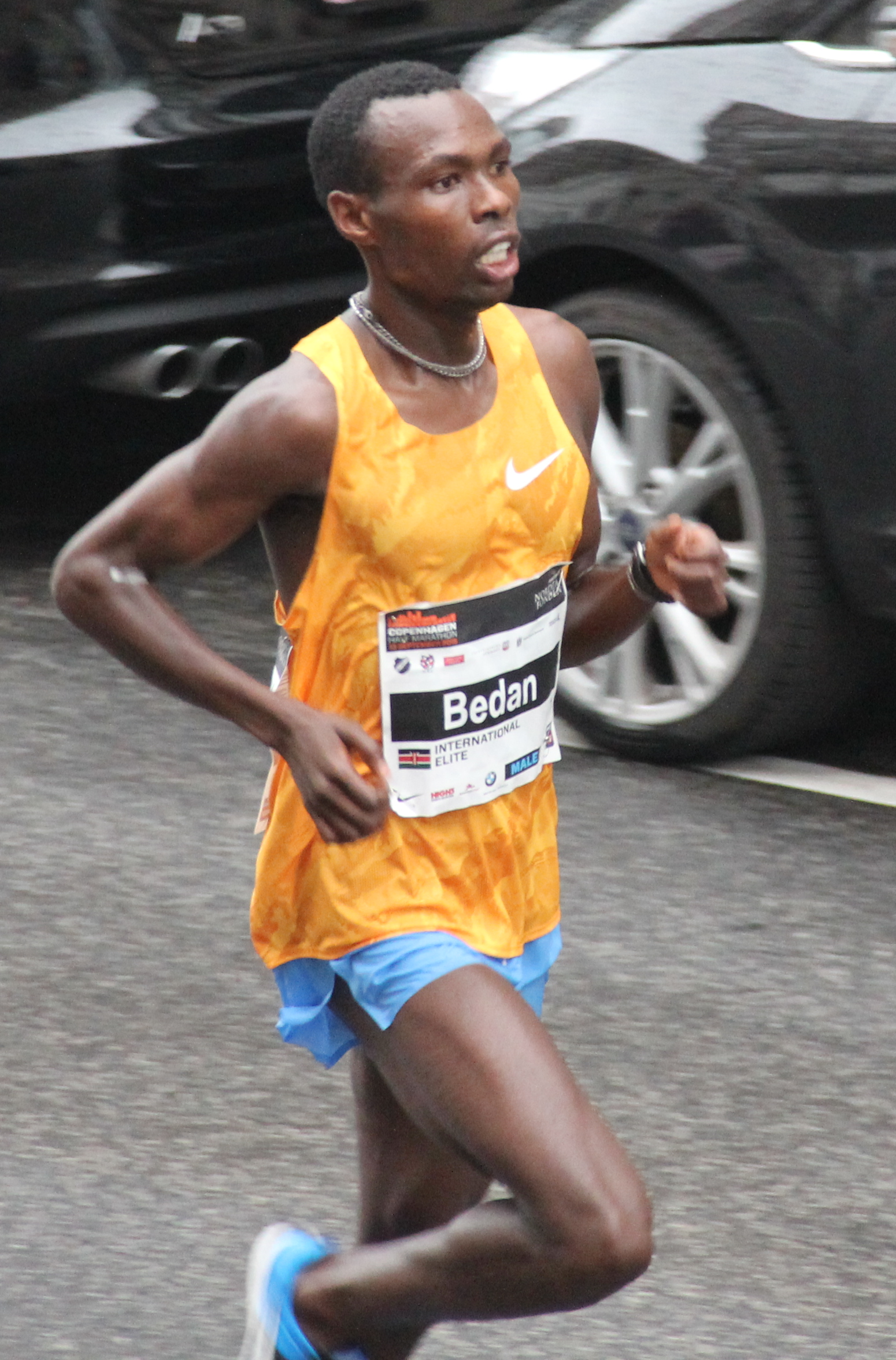
Bedan Karoki – Rang sieben
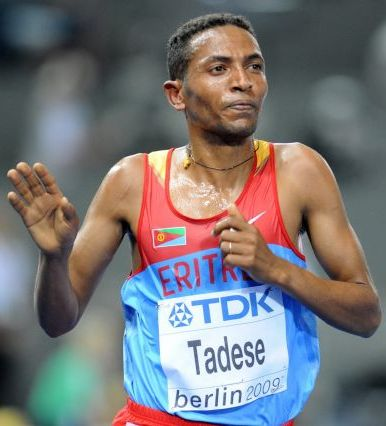
Der Olympiaachte Zersenay Tadese
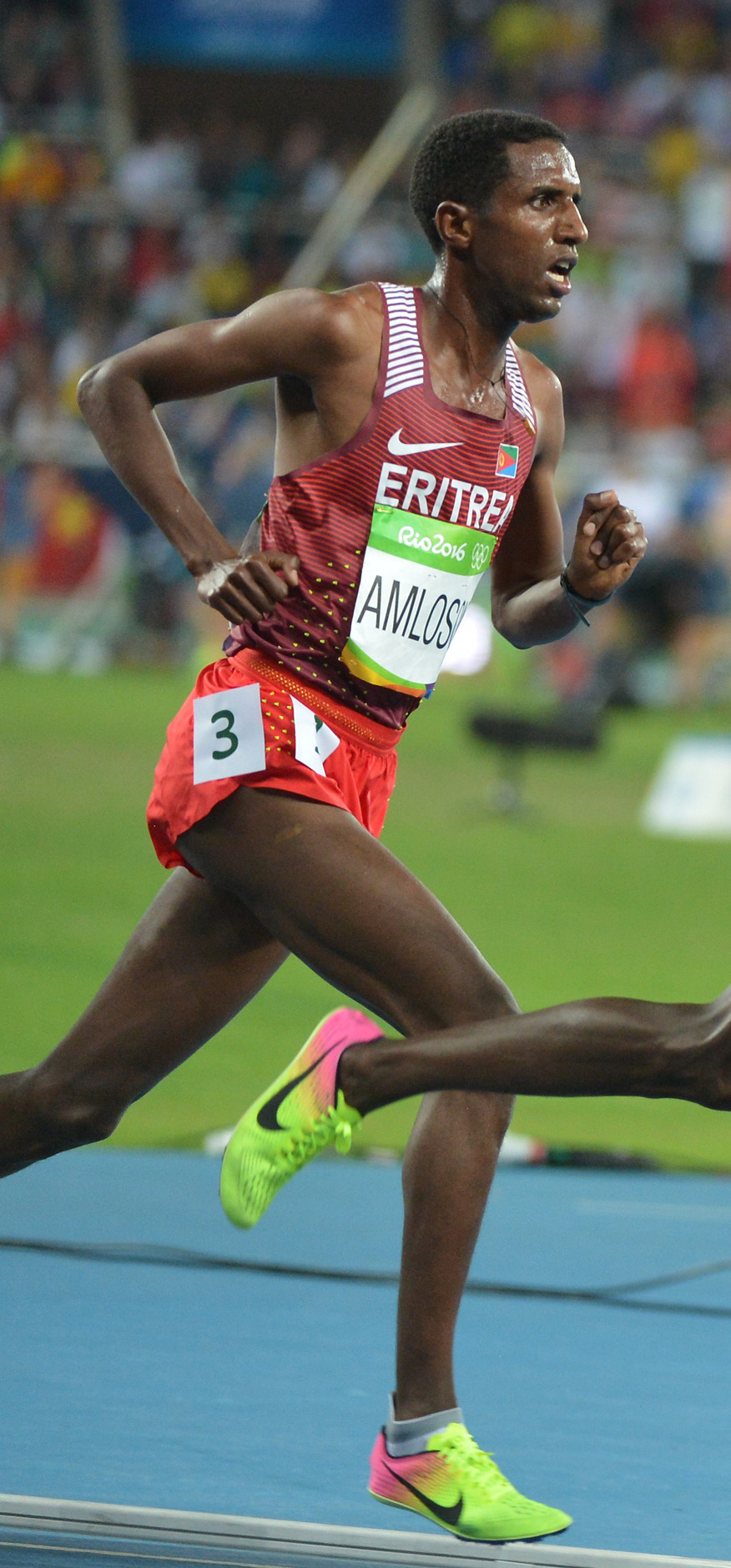
Nguse Amlosom – Platz neun
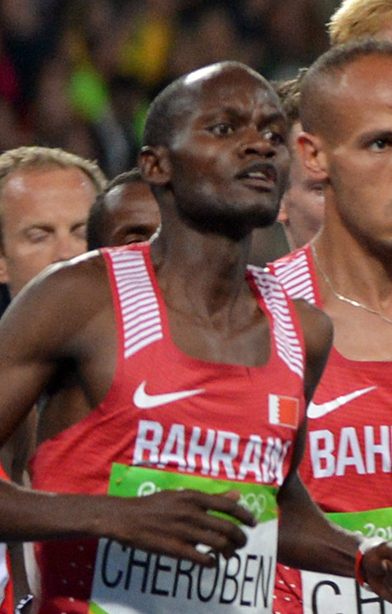
Abraham Cheroben erreichte den zehnten Platz
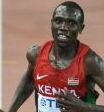
Geoffrey Kamworor – Rang elf
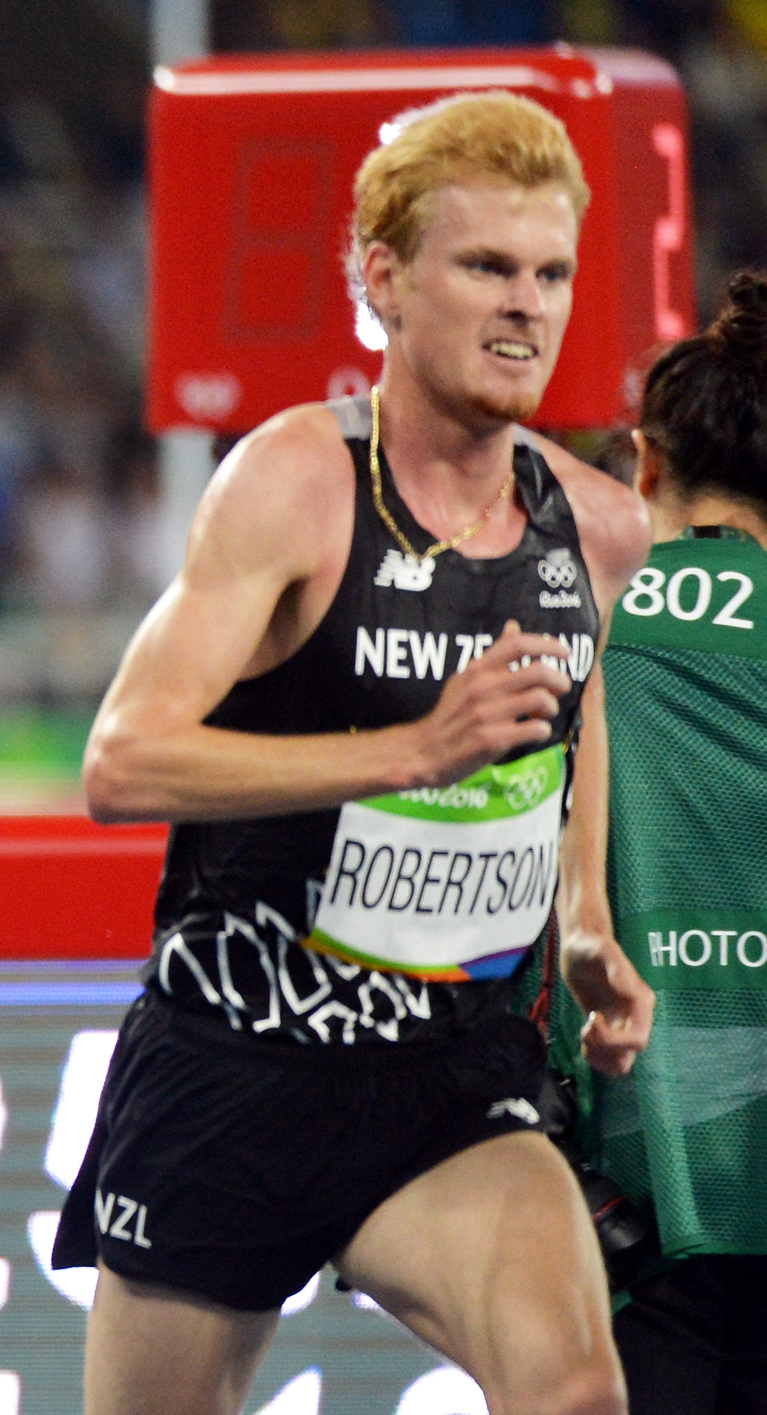
Zane Robertson stellte als Zwölfter einen neuen neuseeländischen Landesrekord aus
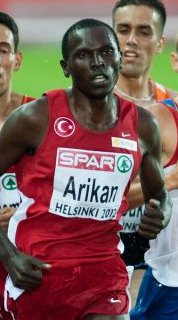
Polat Kemboi Arıkan – Platz vierzehn
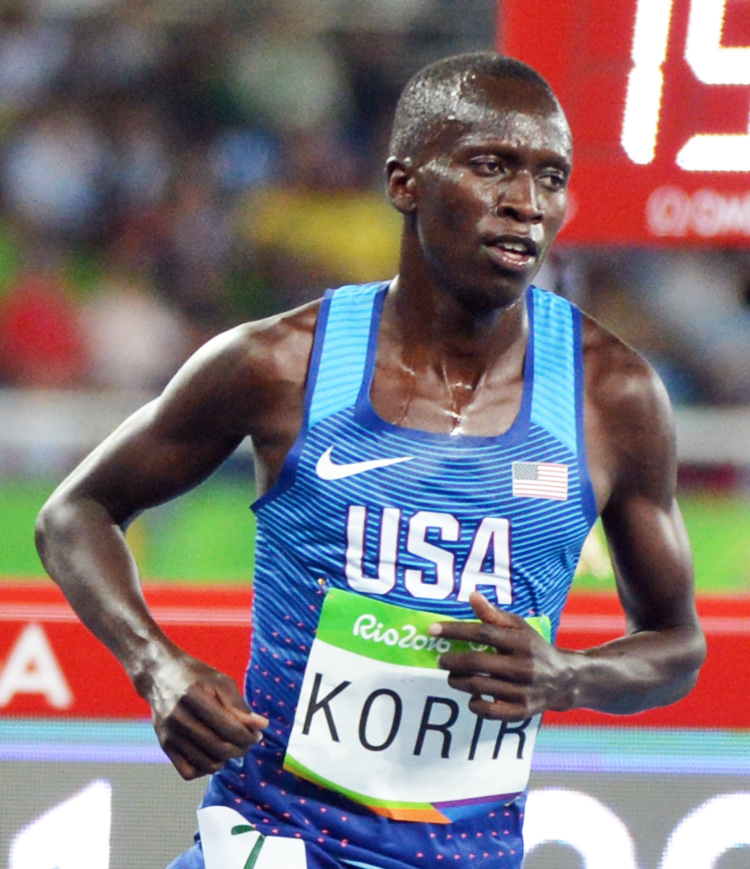
Rang vierzehn für Leonard Korir

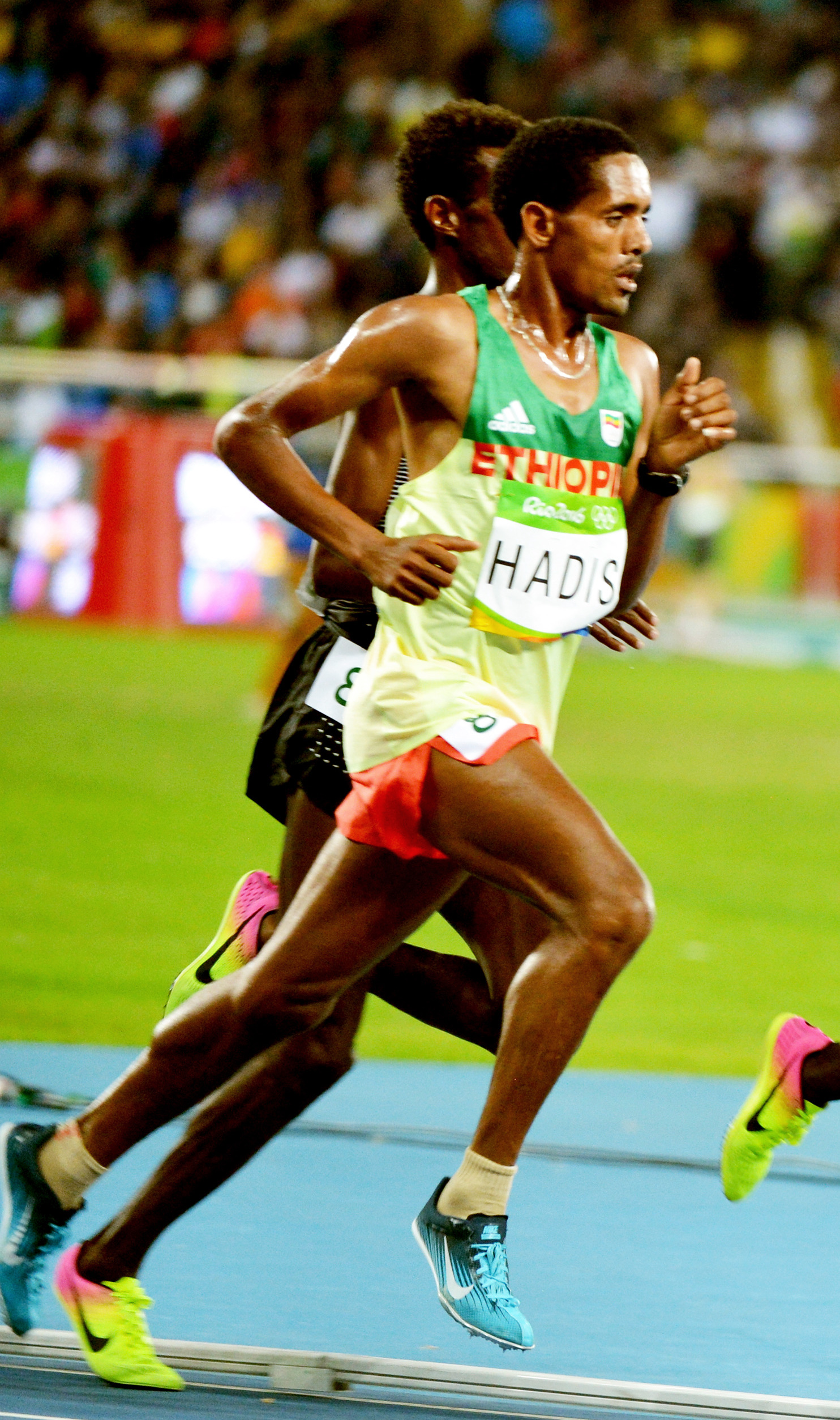
Abadi Hadis – Platz fünfzehn
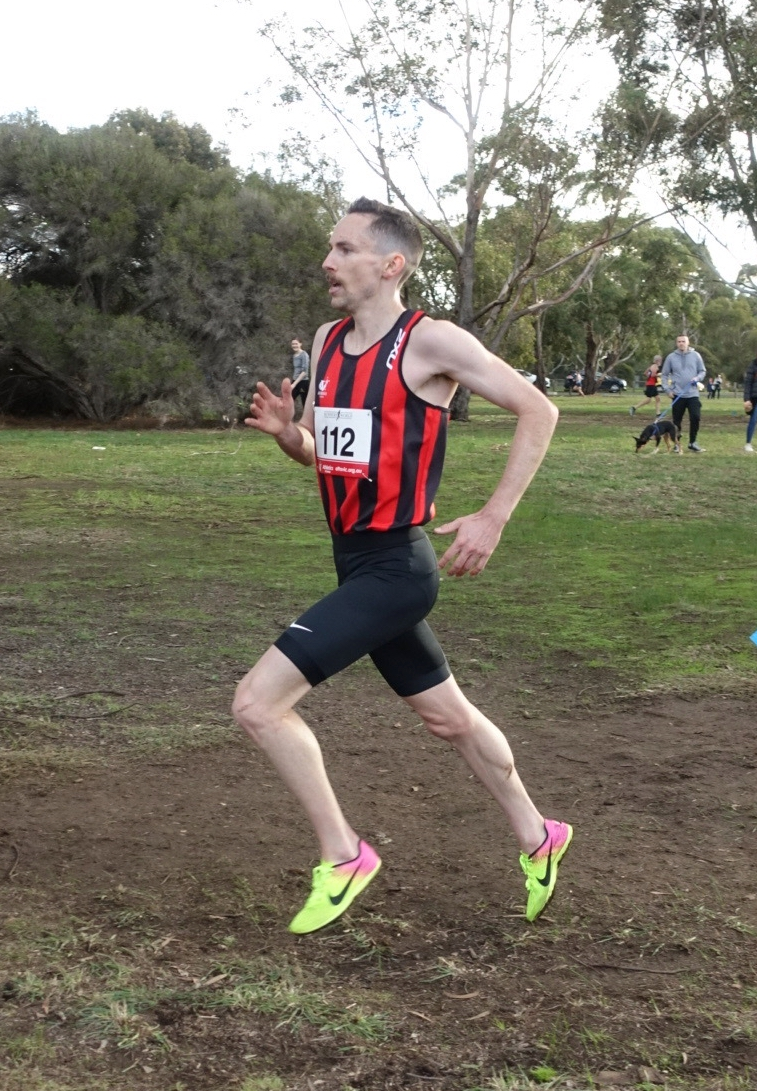
David McNeill – Rang sechzehn
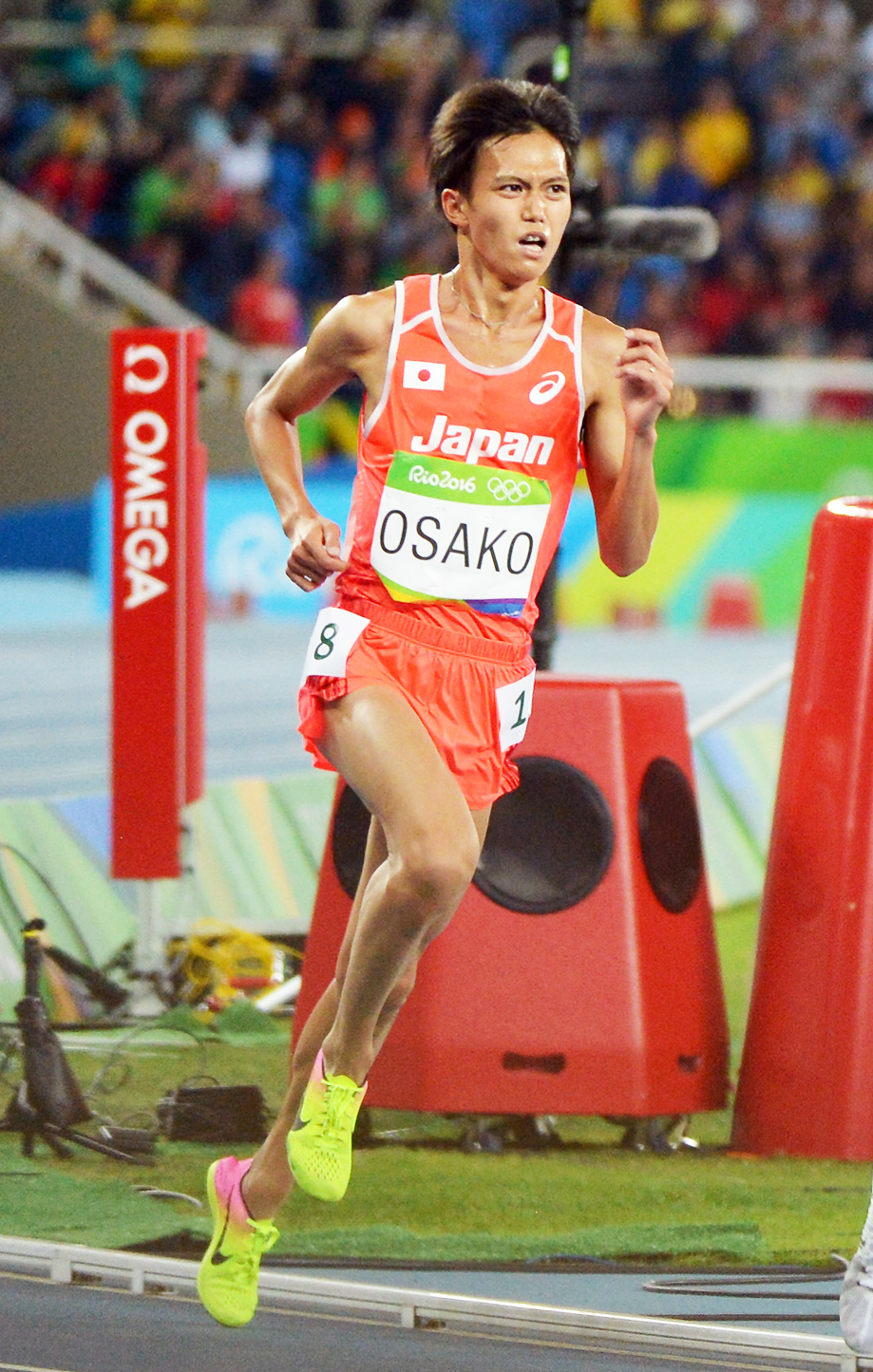
Auf Platz siebzehn: Suguru Ōsako
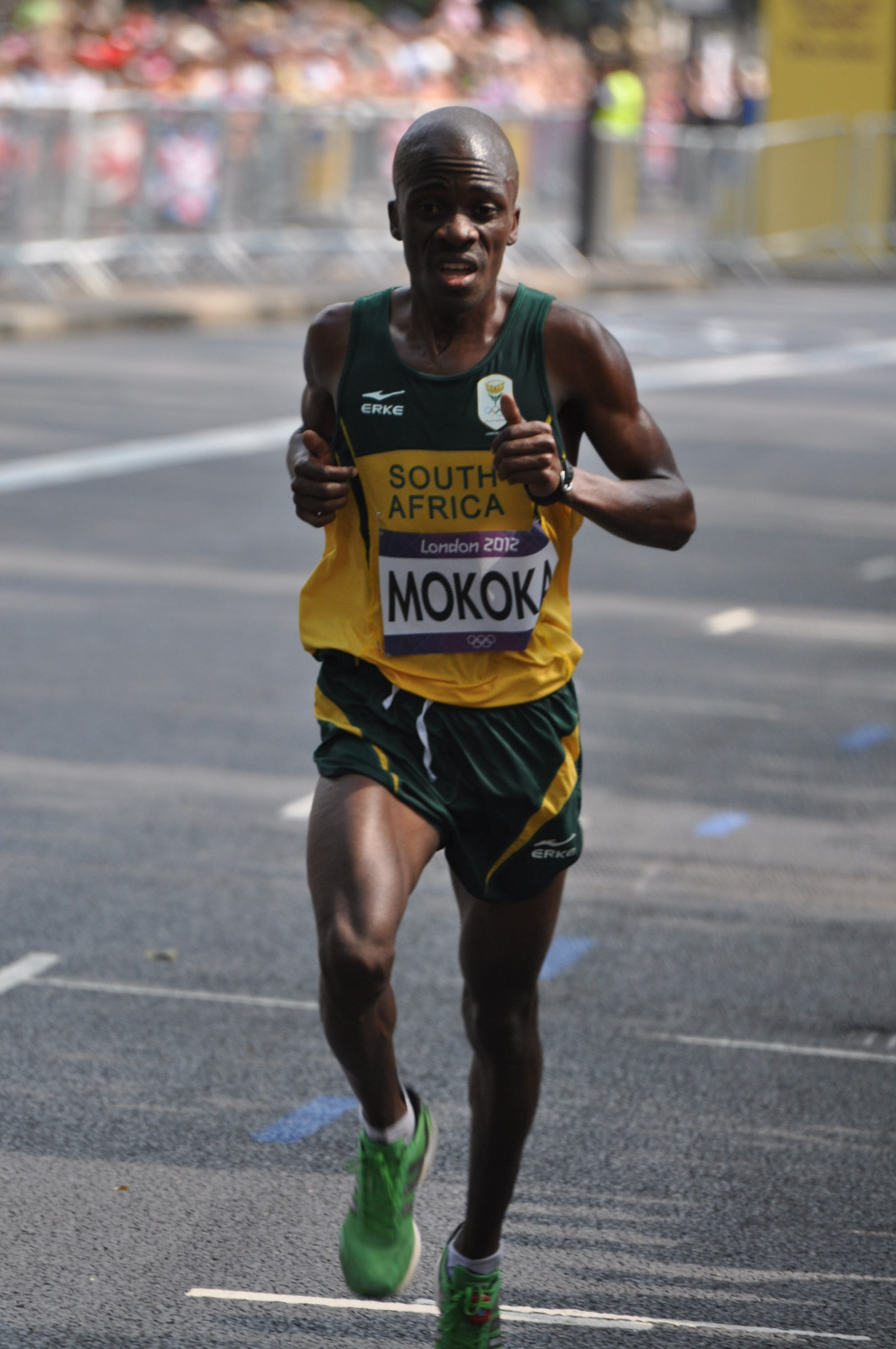
Stephen Mokoka beendete das Rennen als Achtzehnter
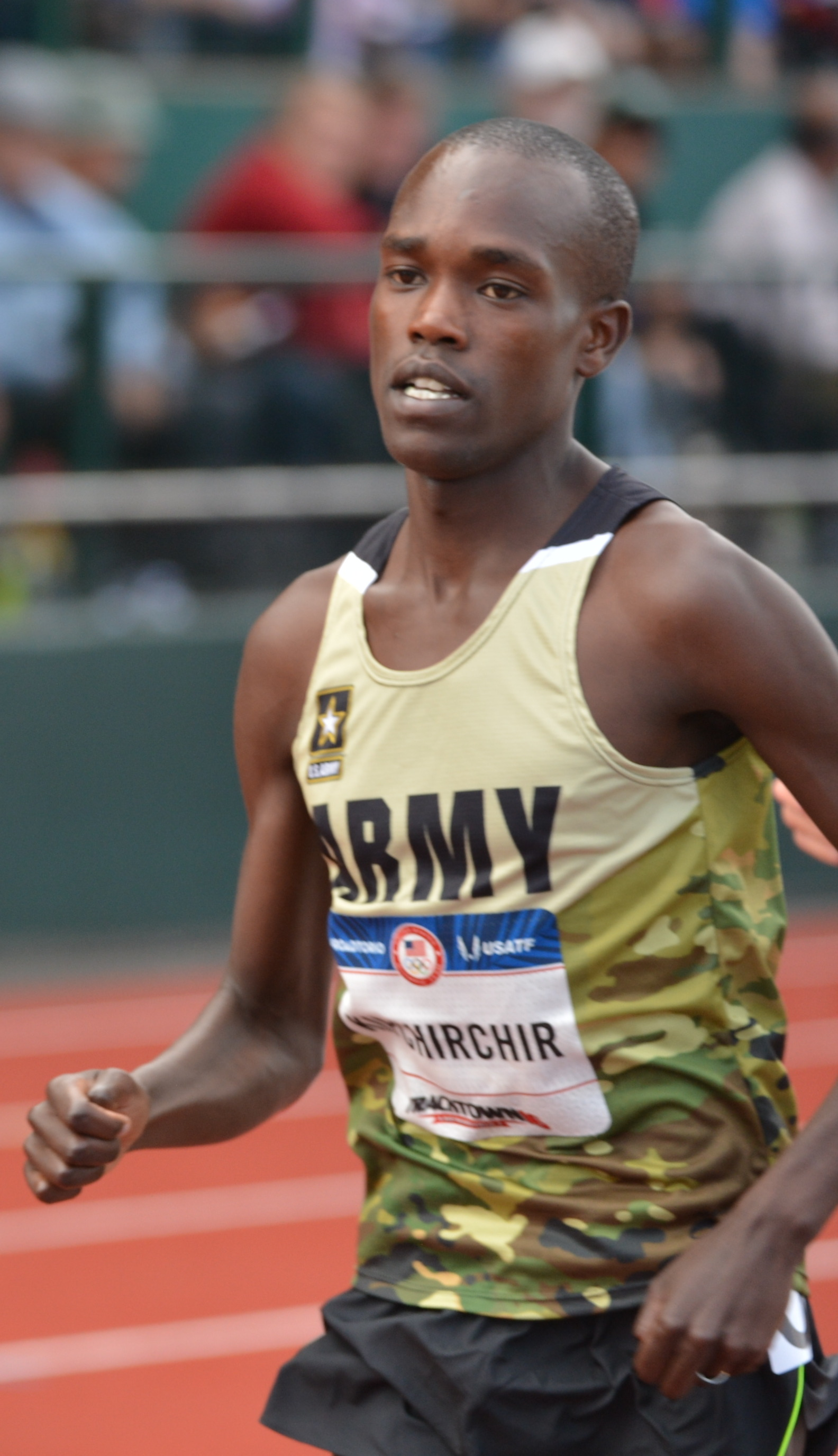
Shadrack Kipchirchir – Rang neunzehn
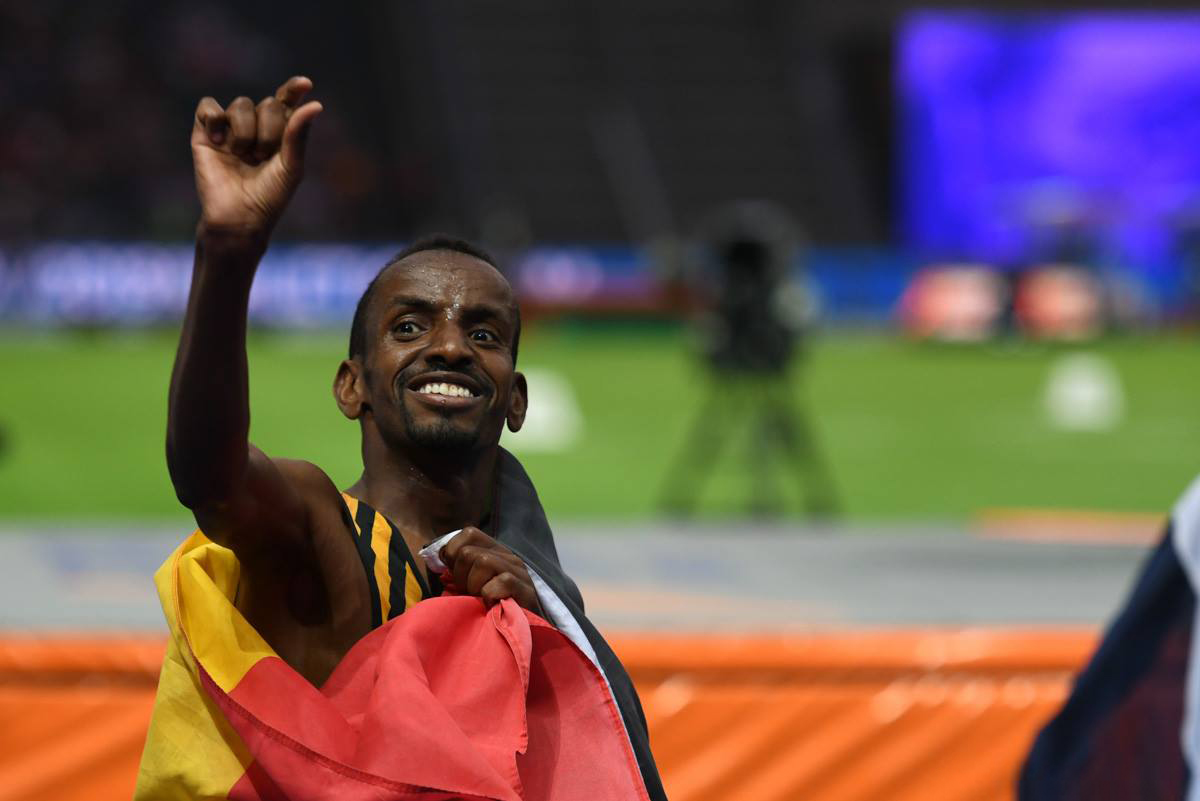
Bashir Abdi wurde Zwanzigster
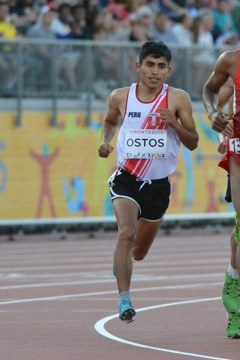
Luis Ostos – Rang 21
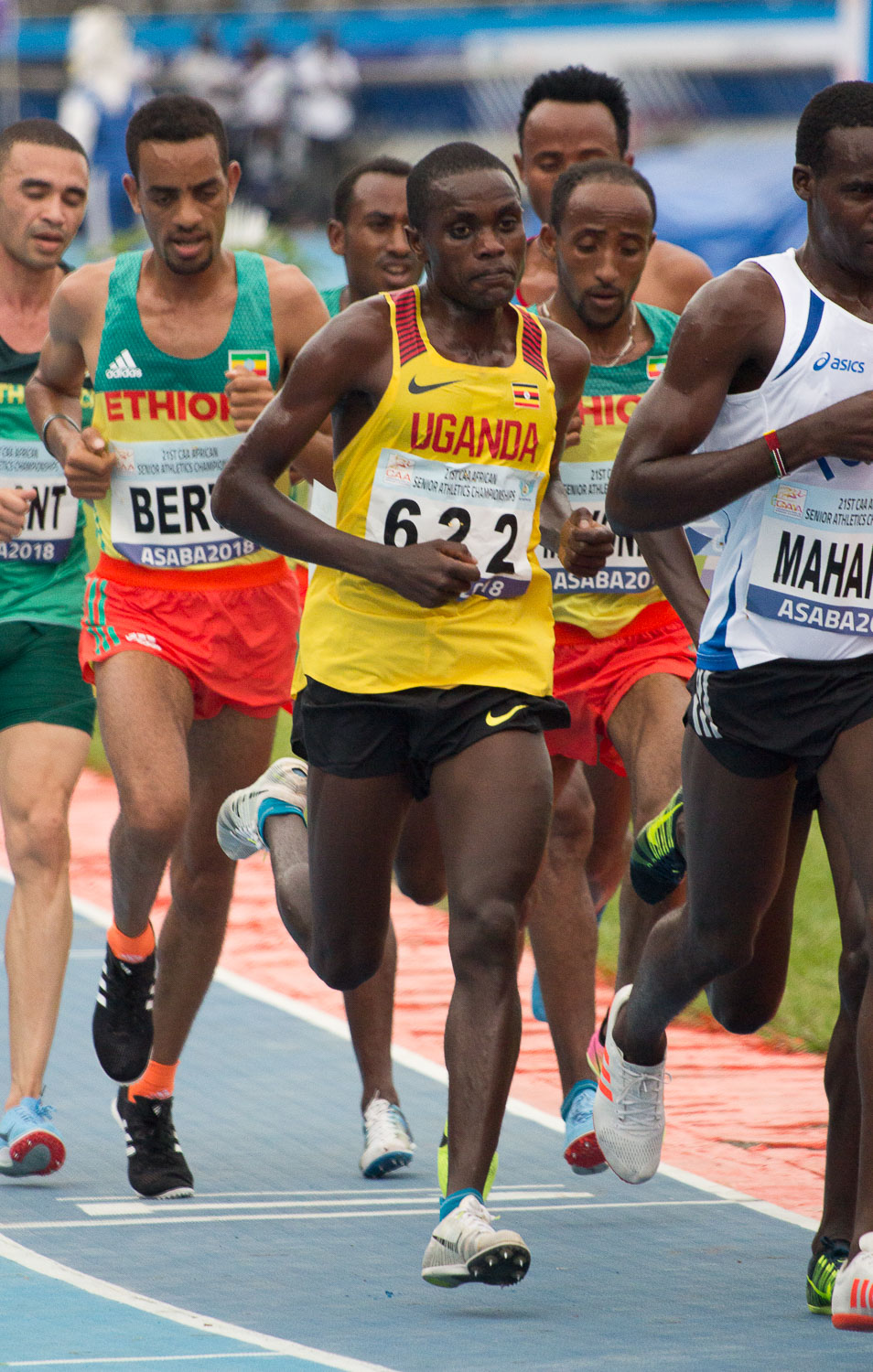
Timothy Toroitich (gelbes Trikot) – Rang 23
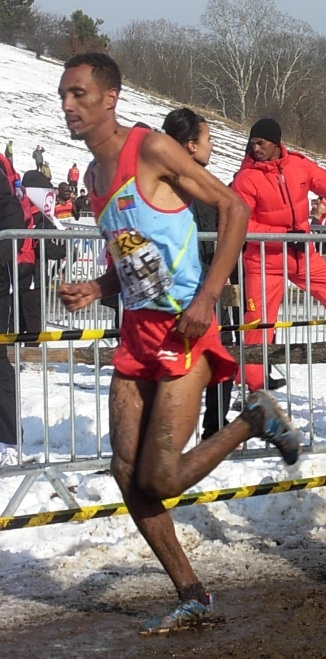
Goitom Kifle – Rang 24

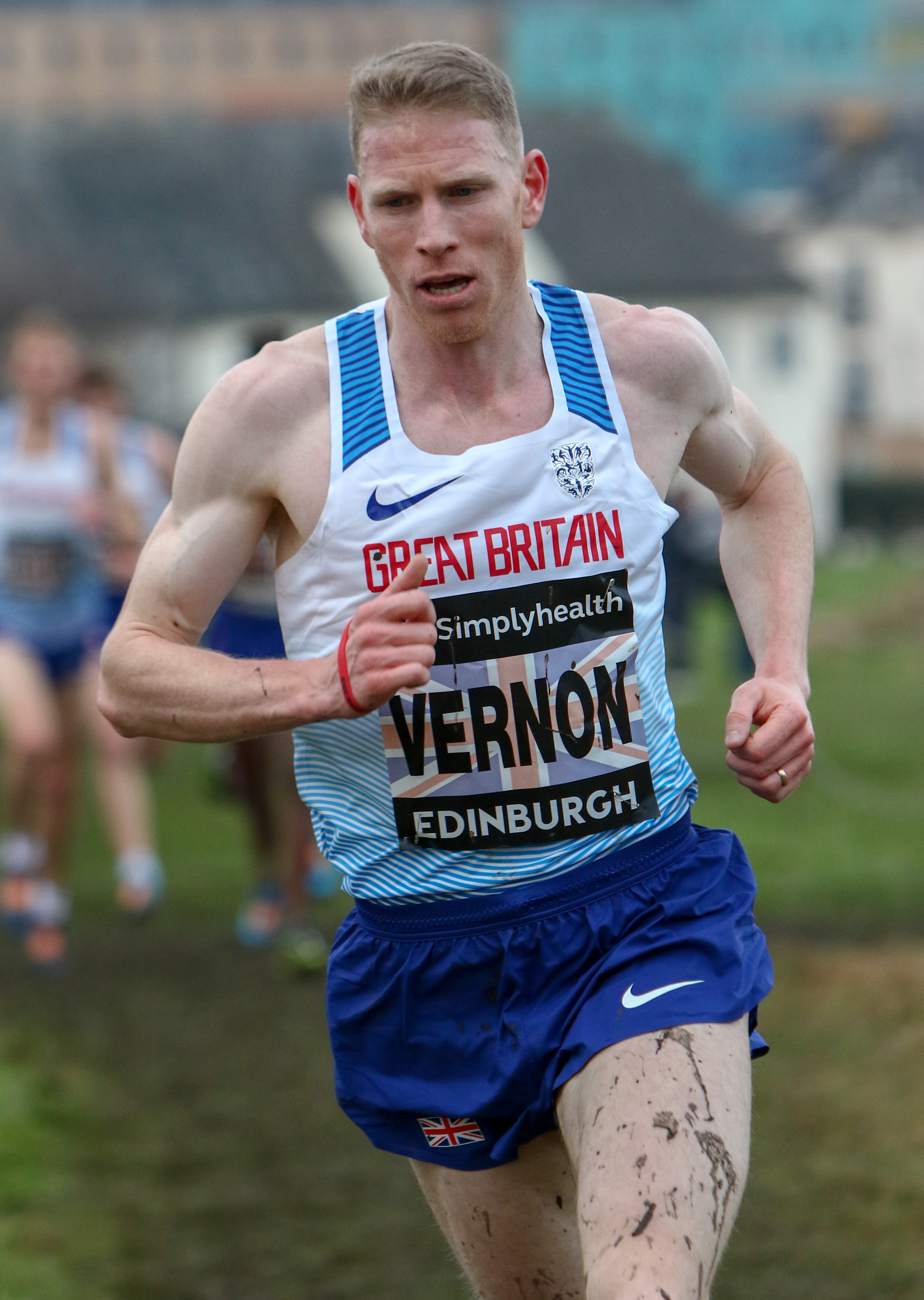
Andrew Vernon – Rang 25
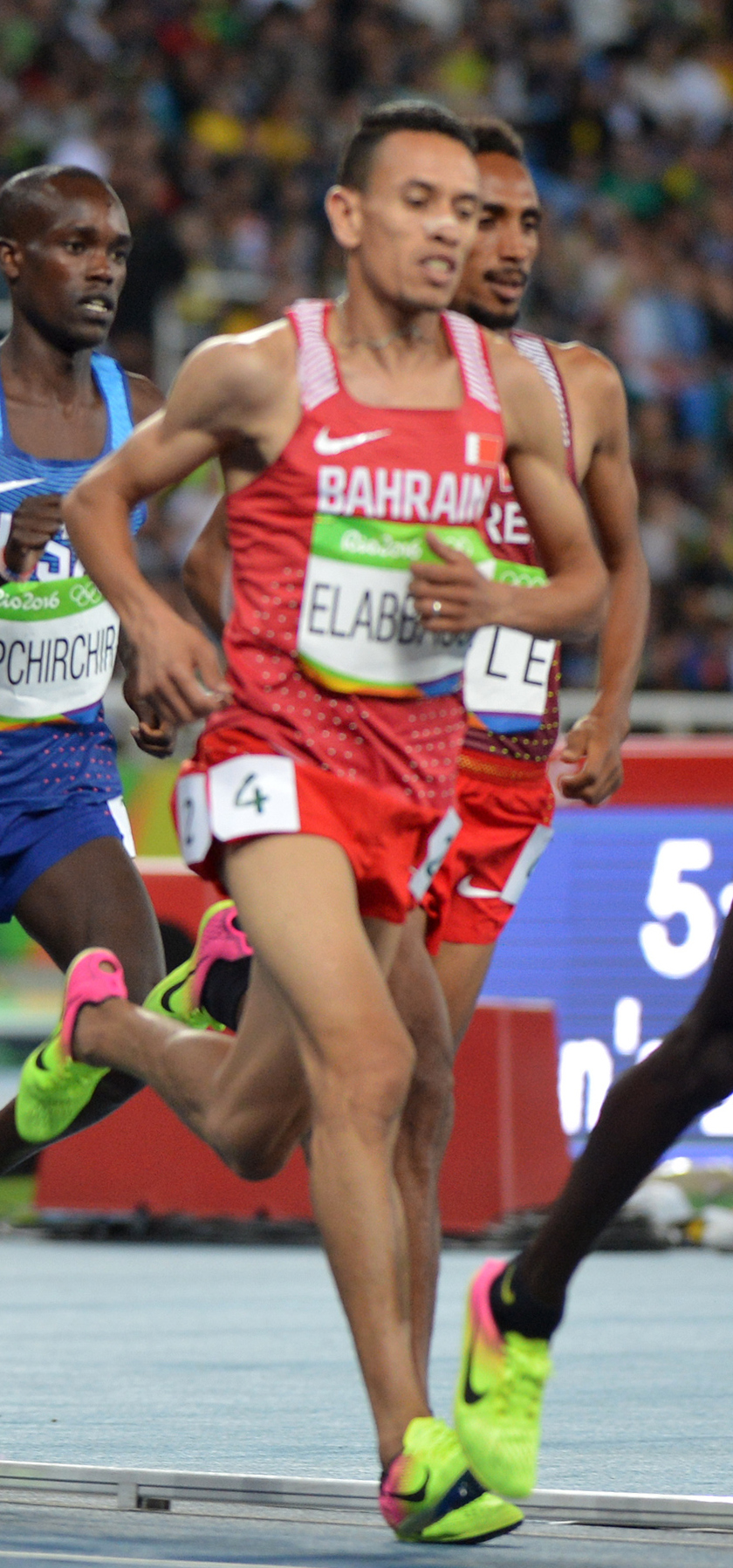
El Hassan el-Abbassi – Rang 26
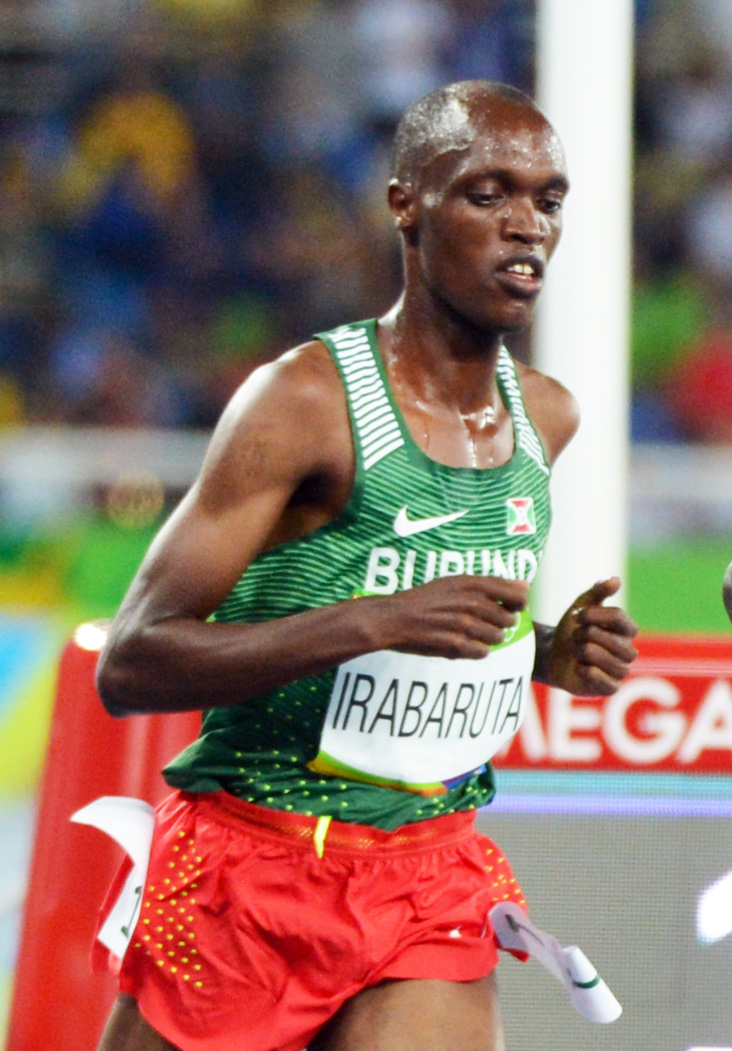
Olivier Irabaruta belegte Platz 27
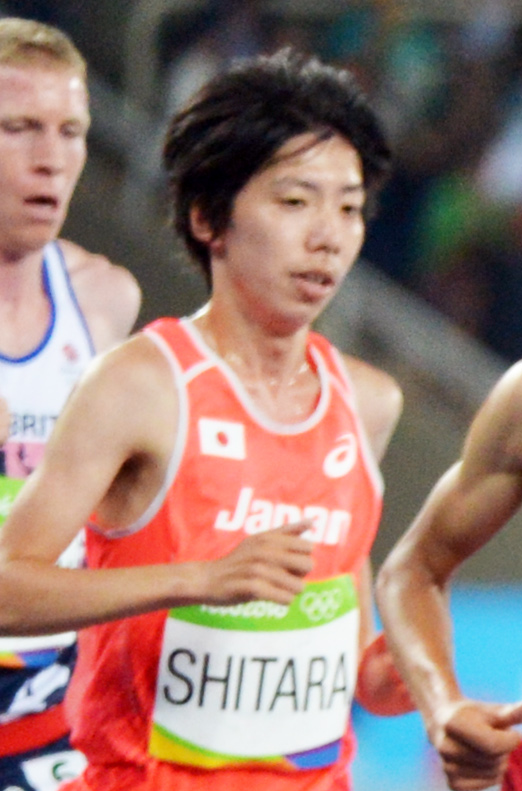
Yūta Shitara – Rang 29
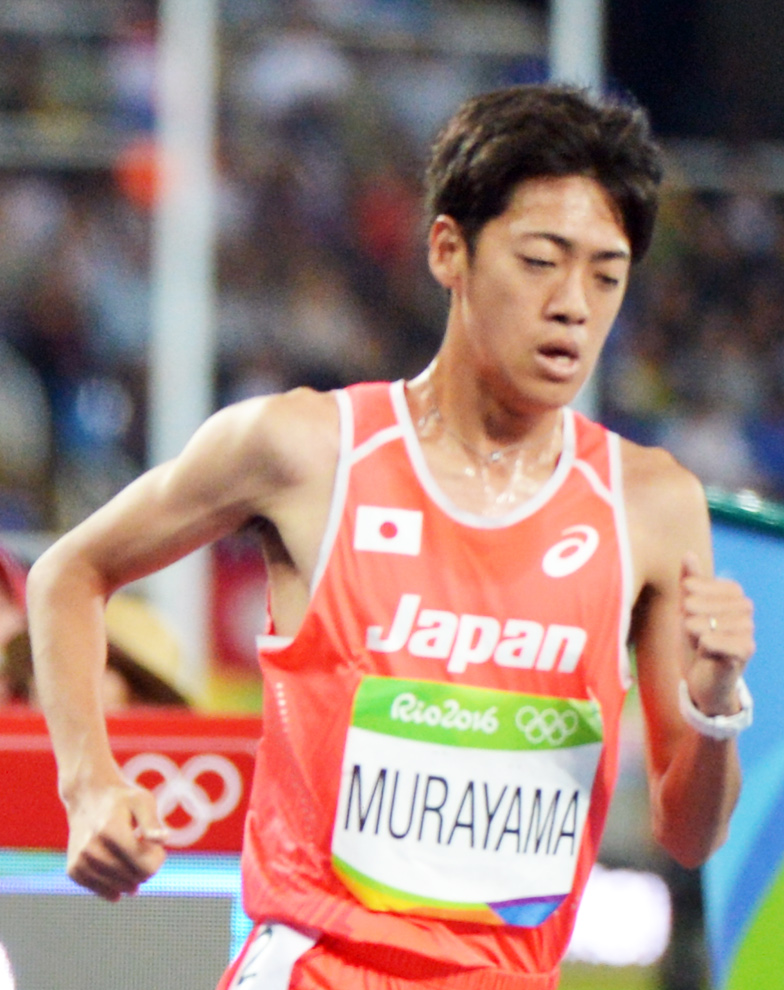
Kōta Murayama kam in diesem Rennen auf Platz dreißig
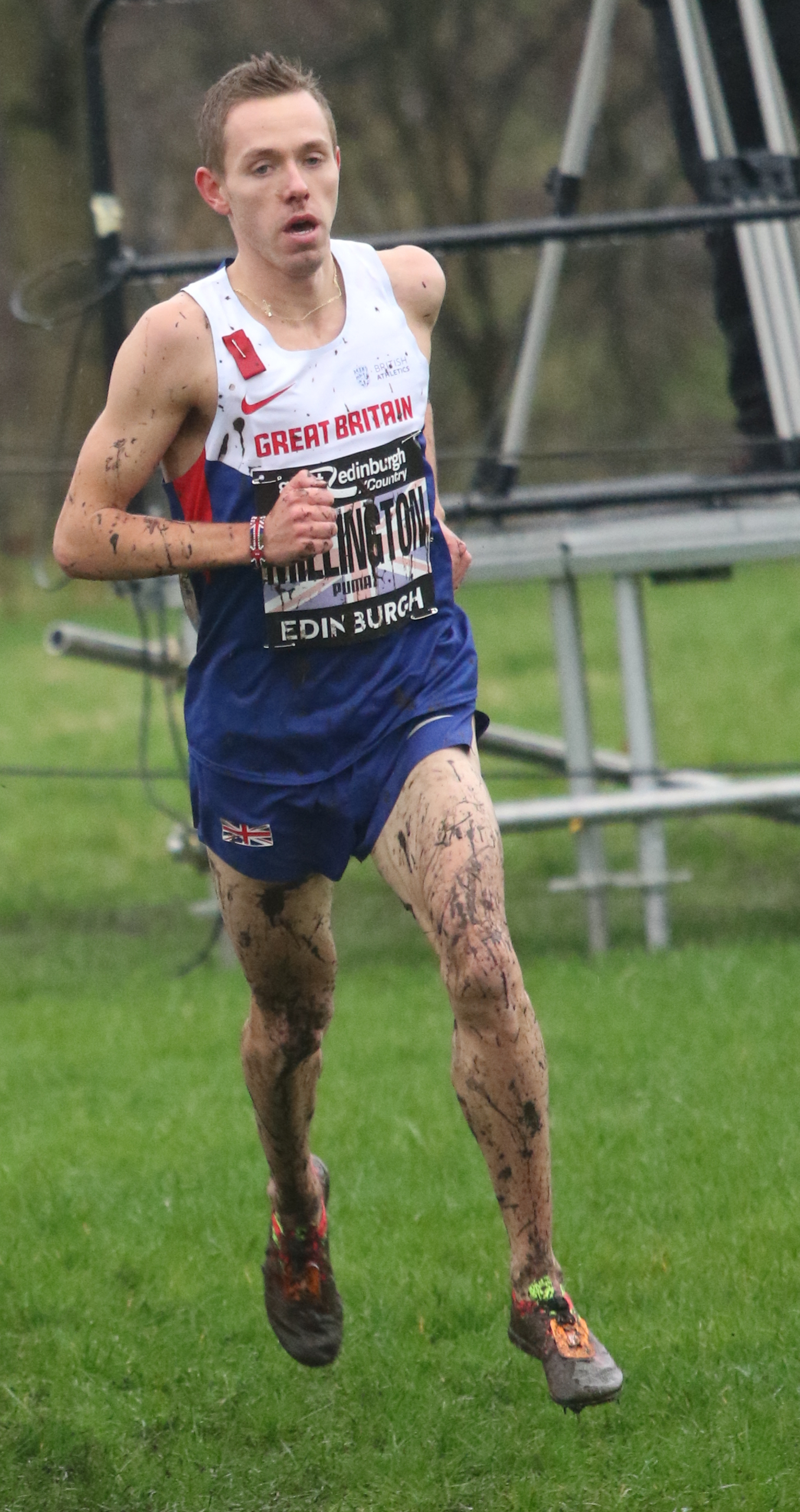
Ross Millington – Rang 31
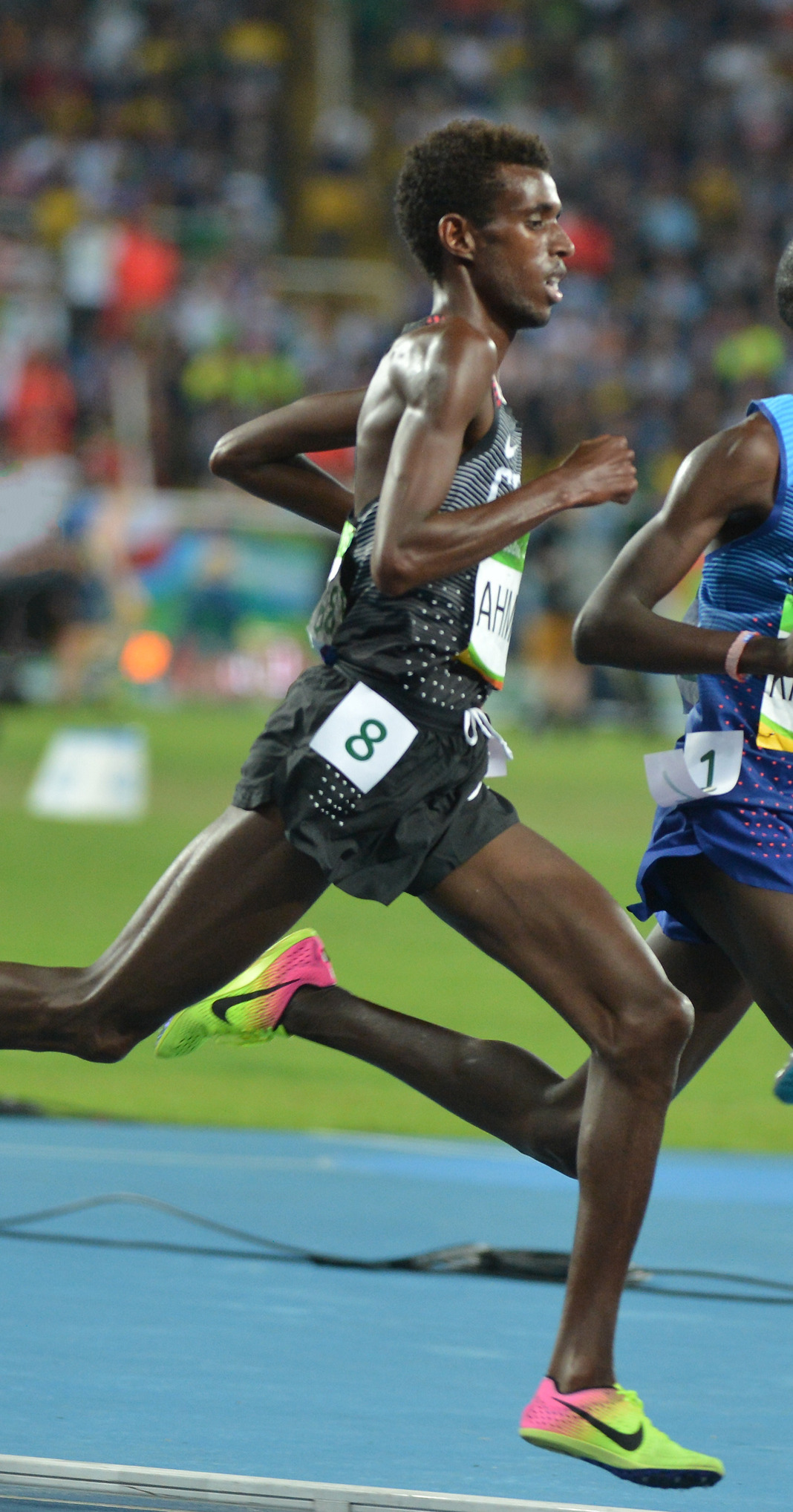
Mohammed Ahmed wurde 32.
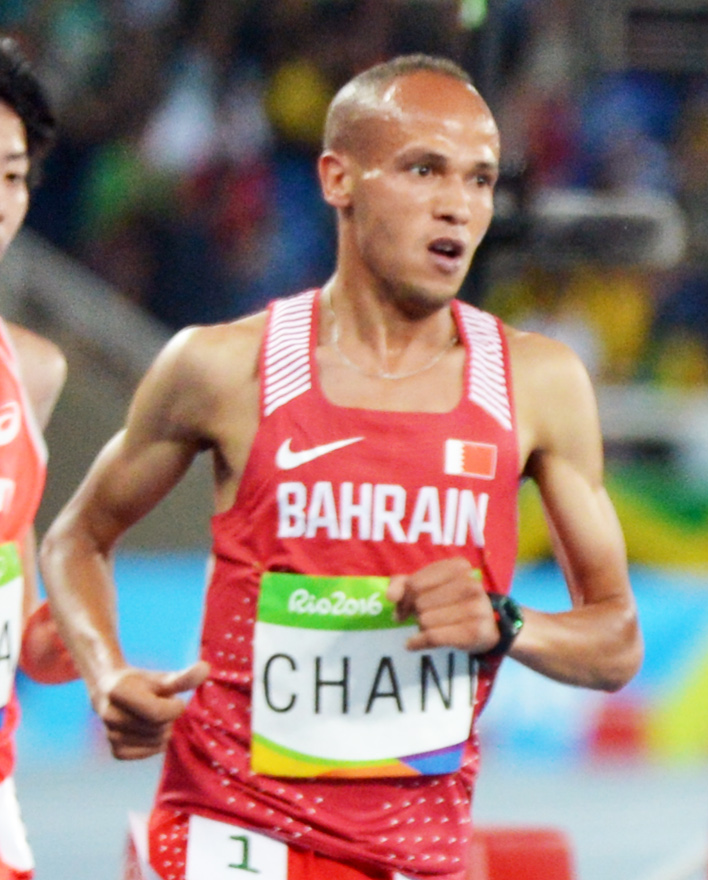
Hassan Chani gab das Rennen auf
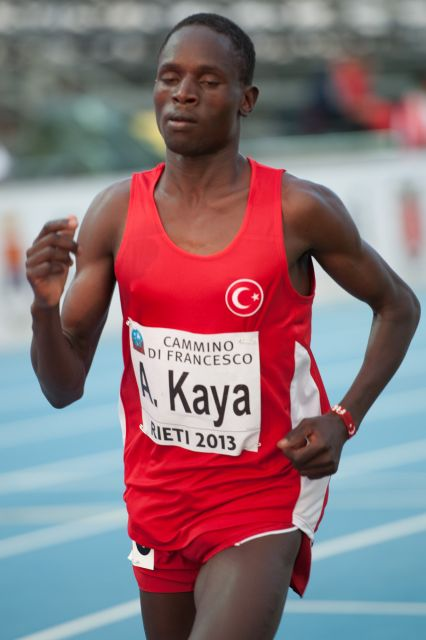
Hassan Chani – Rennen nicht beendet

## Videolinks
- Mo Farah 10,000m Gold, Rio 2016 Medal Moments, youtube.com, abgerufen am 28. April 2022
- Mo Farah: My Rio Highlights, Bereich 0:00 min bis 1:10 min youtube.com, abgerufen am 28. April 2022